# 76 (フィリップス66)
76（セブンティシックス）はアメリカ合衆国テキサス州ヒューストンに本社を置く石油精製・石油製品の販売会社であるフィリップス66社のブランドで、現在のアメリカ本国では主としてガソリンスタンドおよび燃料のブランドとして存在している。

## 概要
「76」はもともと1932年からユノカル社（Union Oil of California）所有のブランドで、この名称はアメリカの独立した1776年に由来するといわれる。同社のガソリンスタンドにはオレンジの円球に青色で「76」と書いた表示が建っていた。
1997年にユノカル社の米国西部の資産と76ブランドはトスコ社（Tosco）に買われ、間もなくフィリップス石油に移譲された。2002年にコノコ石油と合併しコノコフィリップス社、さらに2012年に同社からスピンオフして石油精製・石油製品販売会社として独立したフィリップス66社のブランドとなっている。 
「76」は長年NASCARのスポンサーを務めていた事でも著名であり、2003年にスポンサーから撤退するまでの古い映像では、オーバルコース内に設置されている「76」のオレンジボールが写っており、数多くの名勝負の決着やビッグ・ワンと呼ばれる大クラッシュを彩るランドマークとなっていた。

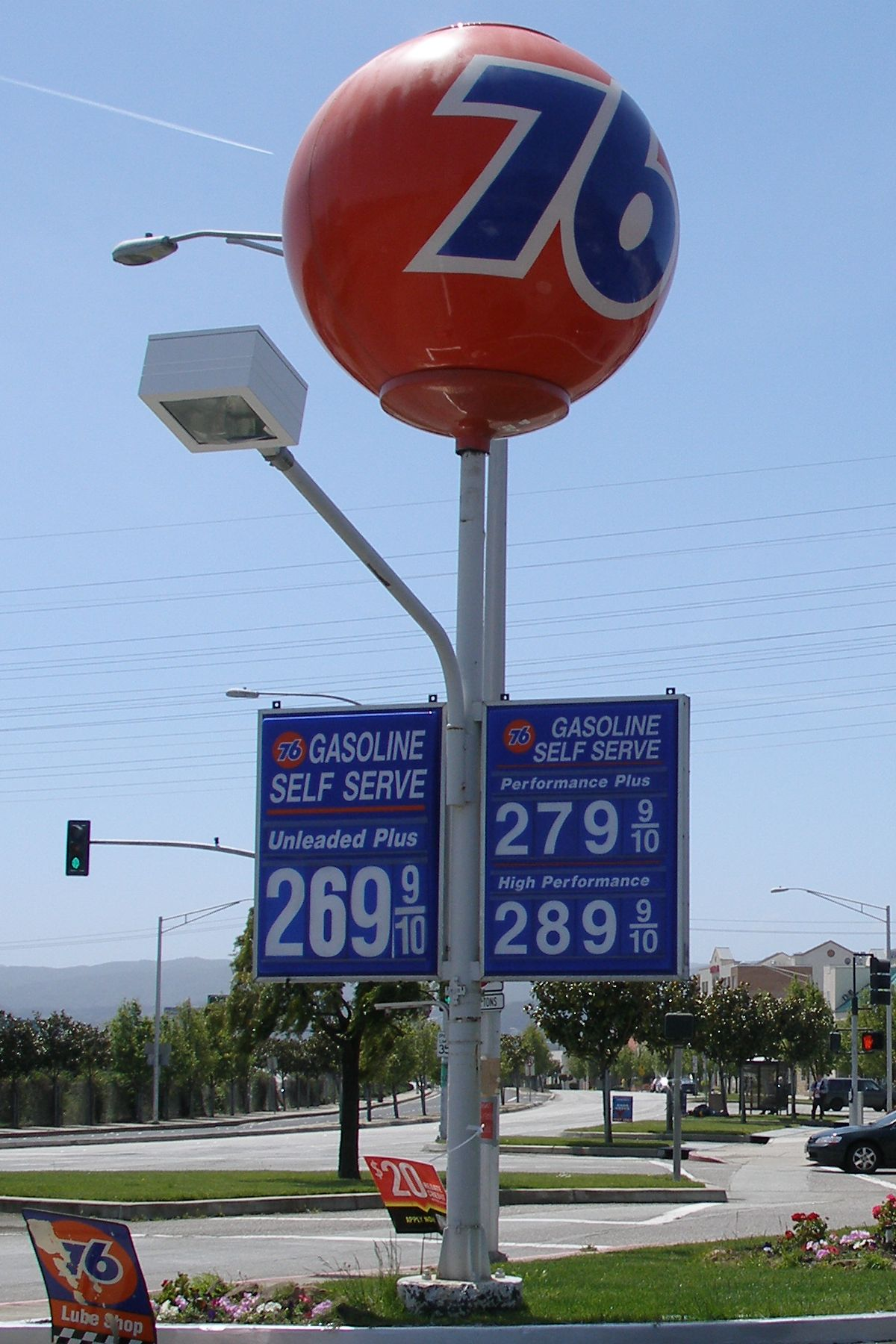
ユノカル社時代の旧「球形ボール」
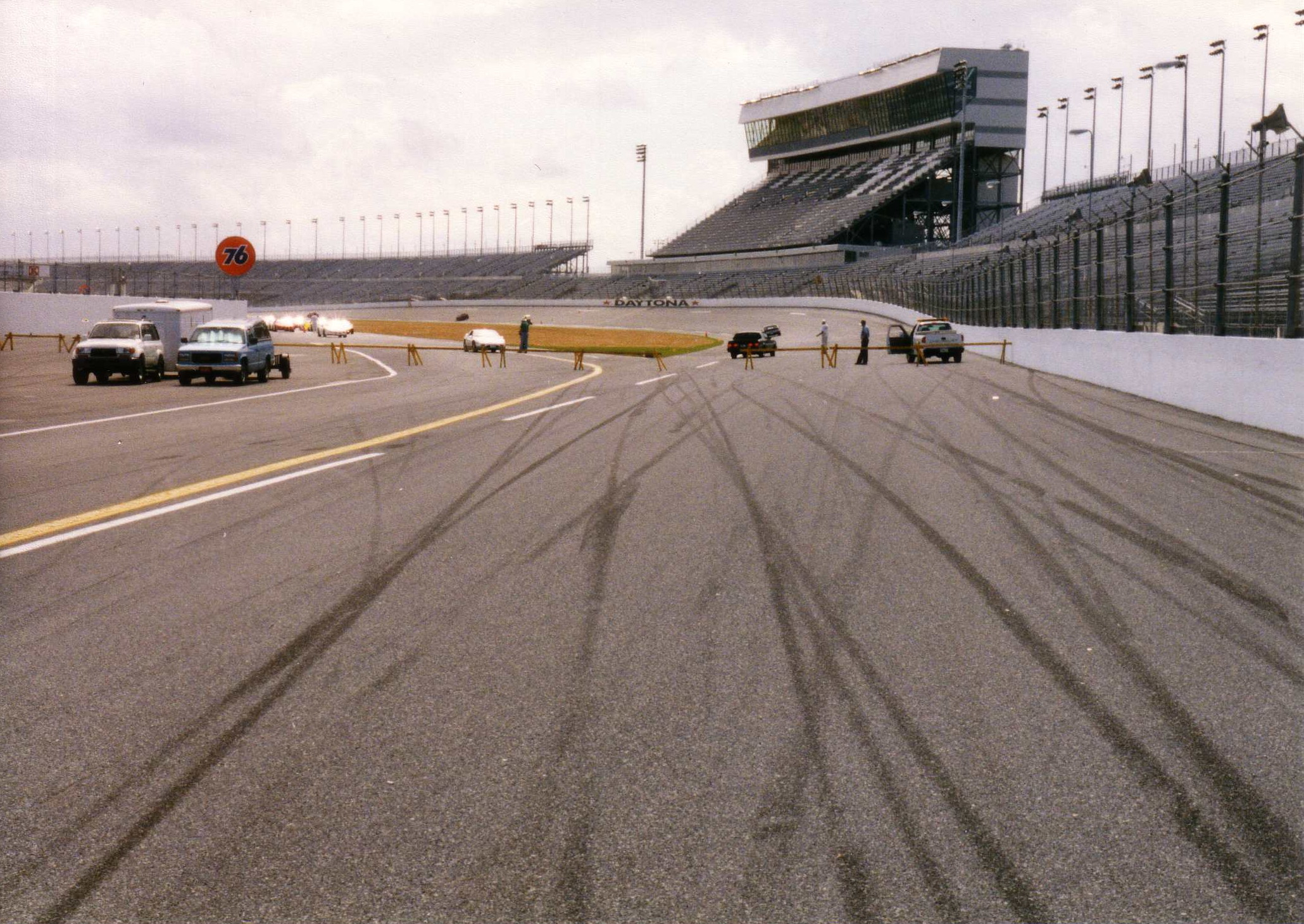
1990年代後半のデイトナ・インターナショナル・スピードウェイ。76のオレンジボールがインフィールドに設置されていた。

## ハワイ州では
ハワイ州に於いては、「76」ブランドはミッド・パシフィック石油（Mid Pacific Petroleum）が使っていて、70か所のガソリンスタンドで76ブランドの石油製品を売っている。100年も前からユノカルの前身が石油製品をハワイへ供給することから始まり、1997年にトスコ社（Tosco）に買われて、さらに2001年にはフィリップス石油に買われて、すぐコノコフィリップスの設立と共に同社のブランドとなり、2004年以降はミッドパック社のブランドになっている。   

## 日本では
日本では石油製品そのものよりも76ロゴを用いたグッズが知られている。詳細は76ルブリカンツを参照。石油製品では潤滑油として76ルブリカンツが販売されていた事もあったが、現在はPHILIPS66ブランドに統合されたため存在しない。なお同じくPHILIPS66のブランドであるケンドル・オイルは変わらず存在する。

## 参照項目
- コノコフィリップスの旧・所有ブランド名